# オーダー (物理学)
オーダー（英: order）とは物理学や工学などでしばしば用いられる語で、桁数（10のべき乗、10や100あるいは0.1や0.001など）の違いによって、数量の大まかな違いを表現する用語である。英語の en:order of magnitudeに由来する。「スケール」ということもある。
物理学や工学系の現場では、最初から細かな計算を行うよりもまず、およそどの程度の大きさなのかを予測したり議論することがしばしばあり、その際に使われる。オーダーを推定することをオーダーエスティメーション（order estimation）という。 フェルミ推定はこの一つである。

## 例
- 「10のオーダーである」→「2桁（10～99）の数字で表される程度の数である」という意味。
- 「10の6乗のオーダーである」→「百万～千万程度の数である」という意味[4]。
- 「10のマイナス9乗オーダーの精度がある」→「測定値の精度が十億分の一～百億分の一程度である」という意味。
この場合は、単に「10のマイナス9乗の精度がある」と言うことが多い。
- 「オーダーが合っている」→「議論している数値の桁数が、別途に測定・予測・議論された数値の桁数と同じである（ズレが10倍未満）」という意味[5]。
- 「オーダーが違う」→　「桁が違う[6]」の意。
- 「1mmオーダーである」（又は「ミリメートルオーダーである」）→「数mm（1～9mm）単位で表される程度の大きさである」という意味[7]。
- A と B のオーダーが等しい。例：{\displaystyle N_{\mathrm {A} }\sim 10^{23}~\mathrm {mol} ^{-1}.}（近似#記号）